# Pascual Mamone
Pascual Mamone, (Buenos Aires, Argentina, 22 de abril de 1921 – ídem, 15 de septiembre de 2012), también apodado "Cholo", fue un bandoneonista, director de orquesta, compositor y arreglista argentino dedicado al género de tango. 

## Actividad profesional
Cuando era un niño hizo sus primeros estudios en una academia de su barrio en la que aprendió teoría y solfeo. Comenzó a tocar en 1936 en la orquesta de José Otero, una formación menor que tocaba en los barrios. Tres años más tarde logra que su ídolo, Pedro Maffia, acepte enseñarle y perfeccionarlo, con tal progreso que en 1942 lo invitó a incorporarse a su orquesta.
Dos años después, ya desvinculado de Maffia, comienzan sus trabajos de arreglista, recordándose en especial los hechos para Osvaldo Pugliese por 15 años desde 1949, para Roberto Caló, para quien en alguna ocasión, formó la fila de bandoneones y para otros directores y cantantes.
En 1956 se incorporó como ejecutante y arreglador a la orquesta del cantor Alberto Moran que entonces dirigía Armando Cupo, registrando discos para el sello Pampa. En 1964, dirigió la orquesta de Miguel Montero por un tiempo, abandonándola para continuar su labor de arreglista y volviendo a dirigirla en 1974, cuando graban un disco LP.
Durante veinte años (desde 1978) fue el director musical del Grupo "Gente de Tango", que se presentaba periódicamente en sitios privados y emblemáticos de Buenos Aires, como el "Café Homero",  "La casona del Conde de Palermo" o el "Club del Vino". Entre los integrantes fijos de la formación que él dirigía ejecutando su bandoneón, se encontraban: Alberto Giaimo (piano), Enrique Marchetto (contrabajo) y en canto Silvana Gregori y Luis Linares. Distintos invitados especiales pasaron por el Grupo (Roberto Selles, Alberto Britos, Ana María Gregori, Gerardo Mazur, Ariel Carrizo Pacheco, Oscar Himschoot, Eduardo Braier y otros autores), desarrollando un aspecto histórico del tango, que era intercalado con temas musicales alusivos.
Más adelante continuó en actividad, al frente de pequeñas formaciones, acompañando y grabando con distintos cantantes y dirigiendo la Orquesta Municipal del Tango de la ciudad de San Martín, Provincia de Buenos Aires. También actuó con destacado éxito en Londres, en la semana argentina junto a María Volonté; se desempeñó como director invitado al frente de la Orquesta Nacional Juan de Dios Filiberto, dirigió con arreglos propios a la Orquesta "Escuela de Tango" en el Teatro General San Martín y a la Orquesta del Tango de Buenos Aires.

## Arreglista
Fue un excelente bandoneonista y uno de los grandes arreglistas del tango, que trabajó con maestros de la talla de Osvaldo Pugliese, José Basso, Roberto Caló, Carlos Demaría, Lorenzo Barbero, Florindo Sassone, Leopoldo Federico, Atilio Stampone, Pedro Laurenz, Joaquín Do Reyes, Enrique Francini, Pedro Maffia y Alfredo Gobbi, entre otros y alcanzó un singular prestigio en el difícil arte de embellecer la melodía. Sus arreglos y orquestaciones respetan la esencia de cada pieza, tal cual la ideara su autor y tienen presente el estilo de la orquesta orquesta a los que están destinados así como las características del cantor.
También realizó arreglos musicales para la Orquesta Filarmónica del Tango, integrada por músicos del Teatro Colón, en la que participó como solista de bandoneón así como numerosos arreglos estándar para la casa editora Julio Korn, que contribuyeron a divulgar los conceptos armónicos y contrapuntistas de la moderna orquesta típica.
Entre los muchos cantores y cancionistas que requirieron sus arreglos se encontraron Carmen Duval, Norma Ferrer, Choly Cordero, Patricia Lasala, María Volonté, Rodolfo Lesica, Juan Carlos Cobos, Reynaldo Martín, Ricardo Pereyra, Luis Linares, Silvana Grégori, Nelly Vargas Machuca y Francisco Llanos.
Al constituirse en 1961 por iniciativa del primer violinista Leo Lípesker, a quien acompañaban Hugo Baralis en violín, Mario Lalli en viola y José Bragato en chelo, el Primer Cuarteto de Cámara del Tango, de acuerdo con la clásica instrumentación de cámara europea, se lo convocó para escribir las correspondientes partituras. Sus trabajos para este conjunto de tan exigua integración y de tan complejo equilibrio sonoro este conjunto lo muestran como un verdadero creador y entre ellos se destacan los tangos Mímí Pinson, Negroide, Mañana iré temprano, registrados en un disco de larga duración del sello Odeón, y Perdóname, Loca Bohemia, Todo corazón y La bordona, que en 1965 grabara el sello Microfón.

## Compositor
Entre las obras que compuso, sus mayores éxitos fueron Bailemos, un tango sobre letra de Reinaldo Yiso que tuvo gran suceso en la voz de Alberto Morán. De ese tango se estrenó en el Teatro Colón en 2003 el arreglo que hizo para dos pianos y la milonga Cuando era mía mi vieja con versos de Juan Tiggi, que estrenó Rodolfo Lezica y llevó al éxito Julio Sosa. Otros títulos que se recuerdan son Cuando no la tenga más, que grabó Alberto Morán, El tren de anoche, Hablemos otra vez y Un regalo de Reyes, éxito de Miguel Montero y Alfredo Gobbi, todos con letra de Yiso, Te quiero más, sobre versos de Abel Aznar, Al latir de Buenos Aires, con letra de Norberto Rizzi, Noche de duendes y Platea, con letra de Haidé Daiban y los instrumentales Negroide registrado por Osvaldo Piro, Con lirismo, Vislumbrando y Con la verdad grabados por Osvaldo Piro y Leopoldo Federico, Sin alardes, grabado en París por la Orquesta de Primo Corchia, Sin problema, Siempre a tiempo, Equis y, en colaboración con Roberto Caló, el tango Flauteando.

## Fallecimiento
El 11 de septiembre de 2012, actuó en el teatro Maipo interpretando con su bandoneón Milonguero Triste para cerrar un homenaje a Aníbal Troilo consistente en un concierto y la presentación de un disco con catorce composiciones escritas por Pichuco, grabadas por catorce distintos bandoneonistas; entre los músicos que le habían precedido en el escenario estaban Ernesto Baffa, Daniel Binelli, Raúl Garello, Leopoldo Federico, Néstor Marconi y Julio Pane. El 15 de septiembre de 2012 Pascual Mamone falleció en Buenos Aires.

## Libros
Pascual Mamone escribió Historias de otros tiempos y otros hombres y Tratado de Orquestación en estilos tangueros.

## Homenajes
La Academia Porteña del Lunfardo lo declaró “Gloria del Tango”, en diciembre de 1996. La Academia Nacional del Tango le otorgó el título de "Académico de Honor"; la UCES lo nombró padrino de "Tallertango"; la Cámara de Diputados de la Nación lo distinguió con una plaqueta de honor y la Legislatura de la Ciudad de Buenos Aires lo declaró el 2 de agosto de 2012 Personalidad Destacada de la Ciudad por su extensa trayectoria y aporte a la cultura por iniciativa del Diputado Oscar Moscariello (PRO).